# Boeing Vertol XCH-62
Il Boeing Vertol XCH-62 (Model 301) fu un elicottero pesante (fascia da 13 a 16 tonnellate) triturbina progettato dall'azienda statunitense Boeing Vertol per lo United States Army. Approvato nel 1971, ne fu costruito un solo esemplare prima che il programma fosse cancellato nel 1974. Un tentativo della NASA di far rinascere il programma fallì nel 1983.

## Storia

### Sviluppo
Mentre elicotteri come il CH-47 Chinook sono considerati "pesanti" secondo gli standard statunitensi, gli elicotteri sovietici della Mil erano in grado di trasportare carichi ancora maggiori. Per questo motivo la Boeing e le forze armate americane avevano l'urgenza di superare, o per lo meno raggiungere, i livelli sovietici.
Nei tardi anni sessanta, Boeing sviluppò una macchina similare ai Sea Knight e agli Chinook, ma dalle dimensioni quasi doppie rispetto a quelle di quest'ultimo. Le macchine proposte includevano il Model 227 progettato per il trasporto e il Model 237 progettato come "gru volante".
Nel 1973, Boeing ricevette un contratto dall'US Army per la costruzione di un prototipo per il programma "Heavy Lift Helicopter (HLH)". Fu costruito il progetto della gru volante, denominato poi "XCH-62". Il diametro dei rotori era di 28 metri, la lunghezza della fusoliera era di 27,2 metri. La potenza delle turbine e le sue dimensioni permettevano di trasportare carichi pesanti come veicoli armati insieme a dodici soldati all'interno della fusoliera. Boeing prese in considerazione anche la vendita di una versione commerciale, il Model 301
Il prototipo XCH-62 era in uno stato avanzato di produzione nel 1975, con il primo volo pianificato per l'anno seguente, ma il Congresso statunitense tagliò i fondi del programma ad Agosto, lasciando al CH-53E Super Stallion il peso delle attività di trasporto pesante.
Il prototipo incompleto fu conservato nello US Army Aviation Museum a Fort Rucker in Alabama. A metà anni ottanta, la NASA e il DARPA avevano in programma di terminare il prototipo per usarlo in voli sperimentali, però il Congresso non concesse i fondi necessari.

### Elicotteri comparabili
Stati Uniti
- Sikorsky CH-54 Tarhe
- Sikorsky S-64

 Unione Sovietica
- Mil Mi-10